# Oglesby (Illinois)
Oglesby – miasto w Stanach Zjednoczonych, w stanie Illinois, w hrabstwie LaSalle.